# Маттіас Бартельман
Маттіас Бартельманн (нар. 1965) — німецький фізик, професор Гайдельберзького університету, в 2006—2008 роках був деканом факультету фізики і астрономії. Займається теоретичною астрофізикою, особливо космологією та гравітаційним лінзуванням.

## Біографія
Бартельман навчався в гімназії Дінценгофера в своєму рідному місті Бамберг. Після закінчення середньої школи в 1984 році він отримав баварську стипендію для обдарованих людей і був прийнятий до фонду Максиміліанеум. З 1985 по 1990 рік Бартельманн вивчав фізику в Мюнхенському університеті Людвіга-Максиміліана. Тема його дипломної роботи була «Вплив комбінації мікро- та макролінз на статистику космологічних об'єктів». Потім він навчався в аспірантурі в Інститут астрофізики Макса Планка в Гархінзі і в 1992 році в Університеті Людвіга-Максиміліана захистив дисертацію доктора філософії на тему «Великомасштабні кореляції космологічних об'єктів за даними гравітаційного лінзування». Товариство Макса Планка нагородило роботу медаллю Отто Гана.
Протягом наступних одинадцяти років Бартельманн працював науковим співробітником Інституту астрофізики Макса Планка в Гархінзі, за винятком 1994 і 1995 років, коли він проводив дослідження в США в Гарвард-Смітсонівському астрофізичному центрі. У 1996 році він отримав премію Людвіга Бірмана для молодих астрономів від Німецького астрономічного товариства. У 1998 році Бартельманн зробив габілітацію за темою «Діагностика скупчень галактик за відхиленням світла та рентгенівським випромінюванням» і того ж року отримав стипендію Гейзенберга. З 1998 по 2003 рік він був науковим керівником німецької команди в космічному телескопі «Планк», який займався дослідженням реліктового випромінювання.
У 2003 році Бартельманн став професором теоретичної астрофізики в Гайдельберзькому університеті, де він викладає й сьогодні. З 2006 по 2008 рік був деканом факультету фізики і астрономії. Серед іншого, він викладає теоретичну фізику, зосереджуючись на теоретичній астрофізиці, загальній теорії відносності, космології, гравітаційних лінзах і реліктовому випромінюванні.

## Наукові дослідження
Сфери досліджень групи Бартельмана з космології в Інституті теоретичної астрофізики Гайдельберзького університету частково перетинаються та доповнюють одна одну. Вони включають:
- Гравітаційні лінзи, зокрема кільця Ейнштейна.
- Скупчення галактик, зокрема ефект Сюняєва-Зельдовича та магнітні поля в скупченнях галактик.
- Космологія, зокрема формування структури Всесвіту та роль темної матерії та темної енергії в ньому.
- Робота з даними космічного телескопа «Планк», зокрема дослідження реліктового випромінювання та впливом на нього гравітаційних лінз.

На додаток до численних наукових робіт, Бартельманн також публікував науково-популярні статті на теми своїх досліджень у журналах «Sterne und Weltraum» і в «Physik-Journal».

## Відзнаки
- Премія Людвіга Бірмана (1996)

## Вибрані публікації
- Grossskalige Korrelationen kosmologischer Objekte aufgrund des Gravitationslinseneffekts. Dissertation, München 1992.
- Weak gravitational lensing. Max-Planck-Institut für Astrophysik, Garching 2000 (співавтор Peter Schneider).
- Als Herausgeber: Struktur des Kosmos: Weltbilder von Hoyle bis Hubble. Spektrum der Wissenschaft Verlag, Heidelberg 2006, ISBN 3-938639-34-2 (Sterne und Weltraum; Dossier 1/2006).
- співавтори Björn Feuerbacher, Timm Krüger, Dieter Lüst, Anton Rebhan, Andreas Wipf: Theoretische Physik, Springer-Spektrum 2015 (mit mathematischen Beiträgen von Florian Modler und Martin Kreh)
  - Auch in vier Einzelbänden (Band 1 Mechanik, Band 2 Elektrodynamik, Band 3 Quantenmechanik, Band 4 Thermodynamik und Statistik) 2018.
- Das kosmologische Standardmodell: Grundlagen, Beobachtungen und Grenzen. Springer Berlin und Heidelberg , 1. Aufl. 2019, ISBN 978-3662596265.
  - Rezension von Torsten Ensslin. In: Spektrum — Die Woche, 13/2020.